# گیوم دو بارتا
گیوم دو بارتا (به فرانسوی: Guillaume du Bartas) شاعر قرن شانزدهم میلادی اهل فرانسه است.